# 甲基丙烯酸乙酯
甲基丙烯酸乙酯是一种有机化合物，化学式为C2H5O2CC(CH3)=CH2。它是无色液体，是制备丙烯酸酯聚合物的常见单体。它可由甲基丙烯酸和乙醇的酯化反应制得。它在自由基条件下可以聚合。